# Црква Светог Јована у Височким Одоровцима
Црква Светог Јована у Височким Одоровцима, насељеном месту на територији  општине Димитровград, православни је храм који припада Епархији нишкој Српске православне цркве.
Црква посвећена Светом Јовану саграђена крајем 19. века и налази се код сеоског гробља. Храм је обнављан 1998. и 2010. године. У порти се налази оброчни крст, а на западној страни отворена просторија која се користи за спремање хране и за прославу. Слави се Треће обретење главе светог Јована Крститеља.